# Базель III
Ба́зель III — документ Базельского комитета по банковскому надзору, содержащий методические рекомендации в области банковского регулирования и утверждённый в 2010—2011 гг.
Третья часть Базельского соглашения была разработана в ответ на недостатки в финансовом регулировании, выявленные финансовым кризисом конца 2000-х годов. Базель III усиливает требования к капиталу банка и вводит новые нормативные требования по ликвидности. Главной целью соглашения «Базель III» является повышение качества управления рисками в банковском деле, что, в свою очередь, должно укрепить стабильность финансовой системы в целом.
Переход на Базель III изначально был намечен на 2012—2019 годы. Впоследствии срок окончательного перехода был перенесён на 2022 год

## План реализации
Регулятивный капитал
- новые требования к структуре собственных средств (капитала) (в части требований к инструментам акционерного капитала, капитала 1-го и 2-го уровней и требований о поэтапном (в течение 10 лет) списании инструментов капитала, не удовлетворяющих новым критериям) предполагалось внедрять с 1 января 2013 года;
- новые требования к достаточности акционерного капитала и капитала 1-го уровня планировалось внедрять поэтапно в течение 2013—2014 гг.;
- новые требования к достаточности акционерного капитала и совокупного капитала с учётом защитного буфера (conservation buffer) — в течение 2016—2018 гг.;

Введения в состав обязательных требований (нормативов) показателя левериджа:
- в течение 2013—2016 гг. был предусмотрен «параллельный» расчёт банками показателя финансового рычага с существующим показателем достаточности капитала. В течение данного периода должны были осуществляться наблюдение за значением показателя левериджа и его компонентов, а также за изменением показателя в сравнении с существующим показателем достаточности капитала;
- с 1 января 2015 года предполагалось раскрытие банками информации по показателю левериджа;
- с 1 января 2018 года данный показатель, порядок расчёта и значение которого планировалось уточнить в первой половине 2017 года с учётом результатов периода «параллельного» расчёта, предполагалось включить в перечень обязательных;

Нормативы ликвидности:
- начиная с 1 января 2012 года планировалось представление банками отчётности по расчёту показателя Liquidity Coverage Ratio (LCR) — краткосрочной ликвидности и показателя Net Stable Funding Ratio (NSFR) — чистого стабильного фондирования на регулярной основе. Представление банками отчетности должно было осуществляться в рамках периода мониторинга за значениями показателей ликвидности и их компонентов;
- с 1 января 2015 года включить LCR в перечень обязательных нормативов;
- с 1 января 2018 года включить NSFR в перечень обязательных нормативов;
- с 29 марта 2019 года 100 % включение LCR.[4][источник не указан 2250 дней]